# Amphipoea virgata
Amphipoea virgata là một loài bướm đêm trong họ Noctuidae.